# Liste der Monuments historiques in Andel (Côtes-d’Armor)
Die Liste der Monuments historiques in Andel (Côtes-d’Armor) führt die Monuments historiques in der französischen Gemeinde Andel auf.

## Liste der Objekte

### Kirche St-Pierre-St-Jean-Baptiste
| Bezeichnung                   | Beschreibung                        | Standort | Kennzeichnung | Schutzstatus | Datum | Bild |
| ----------------------------- | ----------------------------------- | -------- | ------------- | ------------ | ----- | ---- |
| Retabel mit neun Skulpturen   | 17. Jahrhundert                     | (Lage)   | PM22000004    | Classé       | 1954  |      |
| Skulptur Dreifaltigkeit       | Eichenholz, 15. Jahrhundert         | (Lage)   | PM22000002    | Classé       | 1954  |      |
| Vier Skulpturen               | Eichenholz, 17. Jahrhundert         | (Lage)   | PM22000003    | Classé       | 1954  |      |
| Gemälde Le Voeu de Louis XIII | Erstes Viertel des 17. Jahrhunderts | (Lage)   | PM22000001    | Classé       | 1927  |      |
| Kelch mit Patene              | Silber, Mitte 18. Jahrhundert       | (Lage)   | PM22000005    | Classé       | 1967  |      |
| Altarkreuz                    | Metall, versilbert, 17. Jahrhundert | (Lage)   | PM22002210    | Inscrit      | 1974  |      |

### Kapelle Saint-Esprit
| Bezeichnung | Beschreibung                                       | Standort | Kennzeichnung | Schutzstatus | Datum | Bild |
| ----------- | -------------------------------------------------- | -------- | ------------- | ------------ | ----- | ---- |
| Retabel     | Holz, polychrom gefasst, Ende des 17. Jahrhunderts | (Lage)   | PM22001513    | Classé       | 1991  |      |